# Moral Panic Records
Moral Panic Records (förkortat MPR eller Moral Panic) är en bokningsgrupp och skivbolag för hardcoreband som är verksam i Göteborg. MPR har varit aktiva sedan 2015, då de släppte sitt första band The Hammer med sjuan No Escape, och började boka spelningar.  MPR är också arrangörer för det årliga Göteborg Hardcore Fest som ägde rum år 2021 och 2022. Gruppen har bokat spelningar på ett antal lokaler, bland annat Skjul Fyra Sex, Smedjan, Gårdaskolan och Härlanda Fängelse där de fortfarande är aktiva.  Några regelbundet bokade band är Outstand, Sidestep, Bulls Shitt, Dogfight och Existence.

## Göteborg Hardcore Fest
Göteborg Hardcore Fest är en hardcorefest som Moral Panic arrangerade år 2021 och 2022.

### 2021
2021 spelade Bulls Shitt, Disavow, Obstruktion, Outstand, Pipe Dream, och Sidestep.

### 2022
2022 spelade Worst Doubt, Arma X, Speedway, Blood Sermon, Sidestep, Outstand, Better Than You, In 2 Deep och XXL.

## Alive and Well
Alive and Well är en hardcorefest som Moral Panic Records tillsammans med Acting Out Bookings i Stockholm arrangerade 2016 och 2017. Övriga år arrangerades festen av Acting Out Bookings.

### 2016
2016 spelade Violent Reaction, Hårda Tider, Arms Race, Night Fever, True Vision, Overdose, Lifeblood, Waste, Existence, och Give Today.

### 2017
2017 spelade Night Force, Total Reality, Big Boss, Domain, Waste, Time To Heal, Lotus Grip och Impulse.

## Släpp av Moral Panic Records[7]
| The Hammer      | No Escape (7")                                       | 2015 |
| Idiot Shivers   | Por Favor Idiotas (Cass, EP, Cle)                    | 2015 |
| Time Waster     | Demo (7", Single, Ltd, Pur)                          | 2015 |
| The Hammer      | Promo 2015 (Cass, S/Sided)                           | 2015 |
| Neighborhood    | Scandinavian Lawbreakers 2012-2015 (Cass, Comp, Bla) | 2016 |
| Existence       | Demo Of 2016 (Cass)                                  | 2016 |
| Undone          | Demo (Cass)                                          | 2017 |
| Impulse         | Impulse (Cass)                                       | 2017 |
| Lowest Creature | Promo 2017 (Cass, Promo)                             | 2017 |
| Pipe Dream      | Compulsive (Cass)                                    | 2017 |
| Outstand        | Demo 2018 (Cass, Bla)                                | 2018 |
| Waste           | Promo 2018 (Cass, Promo)                             | 2018 |
| Pipe Dream      | Pipe Dream Style (Cass, Gol)                         | 2019 |
| No Saving Grace | Promo 2019 (Cass, S/Sided)                           | 2020 |
| Sidestep        | DEMO 2020 (50xCass, Num)                             | 2020 |
| Bulls Shitt     | 5-Minute Demo (Cass, Num)                            | 2020 |

## Spelningar bokade av Moral Panic Records[1][6]
| Band                                                                   | Datum         | Lokal                |
| ---------------------------------------------------------------------- | ------------- | -------------------- |
| Urban Savage / The Hammer / Overdose                                   | 14/11- 2015   | Sorento Restaurang   |
| Hårda Tider / Lowest Creature / Regimen                                | 19/12 - 2015  | Sorento Restaurang   |
| Drux / Hard Luck / Dogface                                             | 14/3 - 2016   | Sorento Restaurang   |
| Power Trip / Lowest Creature / The Hammer / Waste                      | 11/6 - 2016   | Smedjan              |
| Protester / No Time / Strul                                            | 15/6 - 2016   | Skjul Fyra Sex       |
| Coupe Gorge / Syndrome 81 / Regimen                                    | 23/10 - 2016  | Gårdaskolan          |
| Alive and Well Fest (Med Acting Out Bookings)                          | 3/12 - 2016   | Skjul Fyra Sex       |
| Alive and Well fest (Med Acting Out Bookings)                          | 3/6 - 2017    | Hangaren(Skarpnäck)  |
| False Act / Slug Abuse / Pipe Dream                                    | 21/10- 2017   | Sekten               |
| Protester / Line of Sight / Undone                                     | 20/6 - 2018   | Fabriksgatan 32      |
| Existence / Undone / Noll Koll                                         | 17/11 - 2018  | Fängelsets Kafé      |
| Give Today / Settlement / Public Rite                                  | 8/12 - 2018   | Gibraltargatan 37    |
| Waste / Leach / Consumed Identity                                      | 26/1 - 2019   | Fängelsets kafé      |
| Hag / Ill Fit / Pipe Dream                                             | 23/2 - 2019   | Fängelsets kafé      |
| Disavow / Lowest Creature / Outstand / Undone                          | 9/3 - 2019    | Fängelsets kafé      |
| Blood Sermon / Embrace Death                                           | 6/4 - 2019    | Fängelsets kafé      |
| Power Face / Constant Abuse / Pipe Dream                               | 11/7 - 2019   | Fängelsets kafé      |
| Payday / Waste / No Saving Grace / Outstand                            | 8/8 - 2019    | Fängelsets kafé      |
| Cesspool / Pipe Dream / Brevbomb                                       | 15/11 - 2019  | Fängelsets kafé      |
| Manic Ride / Respite / Obstruktion                                     | 14/12 - 2019  | Fängelsets kafé      |
| Göteborg Hardcore Fest 2021                                            | 4/12 - 2021   | Fängelsets stora sal |
| Existence / Outstand / Sidestep / Bulls Shitt                          | 19/2 - 2022   | Fängelsets kafé      |
| Xiao / Bulls Shitt / Life Is A Death Sentence                          | 19/3 - 2022   | Fängelsets kafé      |
| Speedway / Better Than You / Cry Baby                                  | 23/4 - 2022   | Fängelsets kafé      |
| Sidestep / Usch! / In 2 Deep                                           | 21/5 - 2022   | Fängelsets kafé      |
| Manic Ride / Outstand / Bulls Shitt                                    | 4/6 - 2022    | Fängelsets kafé      |
| Sidestep / Outstand / Constant Abuse                                   | 23/7 - 2022   | Fängelsets kafé      |
| Göteborg Hardcore Fest 2022 Pre-Party                                  | 12/8 - 2022   | Fängelsets kafé      |
| Göteborg Hardcore Fest 2022                                            | 13/8 - 2022   | Fängelsets stora sal |
| Times Of Desperation / Obstruktion / Fox Womb                          | 25 / 8 - 2022 | Fängelsets kafé      |
| Usch! / In 2 Deep                                                      | 10/9 -2022    | Fängelsets kafé      |
| No Saving Grace / Pipe Dream / Steel Freight                           | 8/10 - 2022   | Fängelsets kafé      |
| Blood Sermon / Disavow / Sidestep                                      | 26/11 - 2022  | Fängelsets kafé      |
| Existence / Outstand / Dogfight + Fotoutställning med Andreas Ljungman | 17/12 - 2022  | Fängelsets stora sal |
| Cry Baby / Bulls Shitt / Nowheres                                      | 11/2 - 2023   | Fängelsets stora sal |
| Speedway / Feels Like Heaven / In 2 Deep                               | 18/3 - 2023   | Fängelsets stora sal |
| Outstand / Xiao / Dogfight / Ressentiment / Bound 2 Break              | 1/4 - 2023    | Fängelsets stora sal |
| Sidestep, Try Me, Big Babe, XXL                                        | 22/4 - 2023   | Fängelsets stora sal |
| Times of Desperation, Dead At Birth, Cageless, Size Up                 | 13/5 - 2023   | Fängelsets stora sal |
| Lifecrusher, Disavow, In 2 Deep, Obstruktion                           | 27/5 - 2023   | Fängelsets stora sal |
| Speed, Outstand, Sidestep                                              | 16/6 - 2023   | Fängelsets stora sal |
| Bulls Shitt, Dogfight, Nuggets                                         | 19/8 - 2023   | Fängelsets stora sal |
| Outstand, Size Up, Ressentiment                                        | 9/9 - 2023    | Fängelsets stora sal |
| Bulls Shitt, TS Warspite, Unjust                                       | 14/10 - 2023  | Fängelsets stora sal |
| World Peace, Xiao, Bound 2 Break                                       | 21/10 - 2023  | Fängelsets stora sal |
| Guilty, Outstand, Fated                                                | 27/1 - 2024   | Fängelsets stora sal |
| Obstruktion, Dogfight, Pitfall                                         | 24/2 - 2024   | Fängelsets stora sal |
| Hårda Tider, Nuggets, Head Check                                       | 30/3 - 2024   | Fängelsets stora sal |
| Inför Alive and Well... Sidestep, Head Check, Master's Plan            | 12/4 - 2024   | Fängelsets kafé      |
| Cold Decay, Size Up, Masters Plan                                      | 10/5 - 2024   | Fängelsets stora sal |
| Give Today, Sidestep, Head Check                                       | 8/6 - 2024    | Fängelsets stora sal |